# Clásica San Sebastián
De Clásica San Sebastián (juister Clásica de San Sebastián, ook wel San Sebastián-San Sebastián of Donostia-Donostia Klasikoa in het Baskisch, vaak afgekort tot Clásica) is een eendaagse wielerwedstrijd die sinds 1981 voor mannen en sinds 2019 voor vrouwen wordt georganiseerd.
De klassieker met start en finish in de stad San Sebastián, gelegen in de Spaanse autonome regio Baskenland werd oorspronkelijk georganiseerd door de Baskische krant El Diario Vasco en inmiddels is de organisatie ondergebracht bij OCETA. Doorgaans wordt de koers verreden in augustus. De wedstrijd wordt meestal beslist in de dubbele beklimmingen van de Jaizkibel en de Alto de Arkale die traditioneel beide in de laatste vijftig kilometer van het parcours lagen. Sinds de editie van 2019 zijn deze beklimmingen iets vroeger in het parcours, en is de Alto de Murgil op zeven kilometer voor de finish toegevoegd.

## Mannen

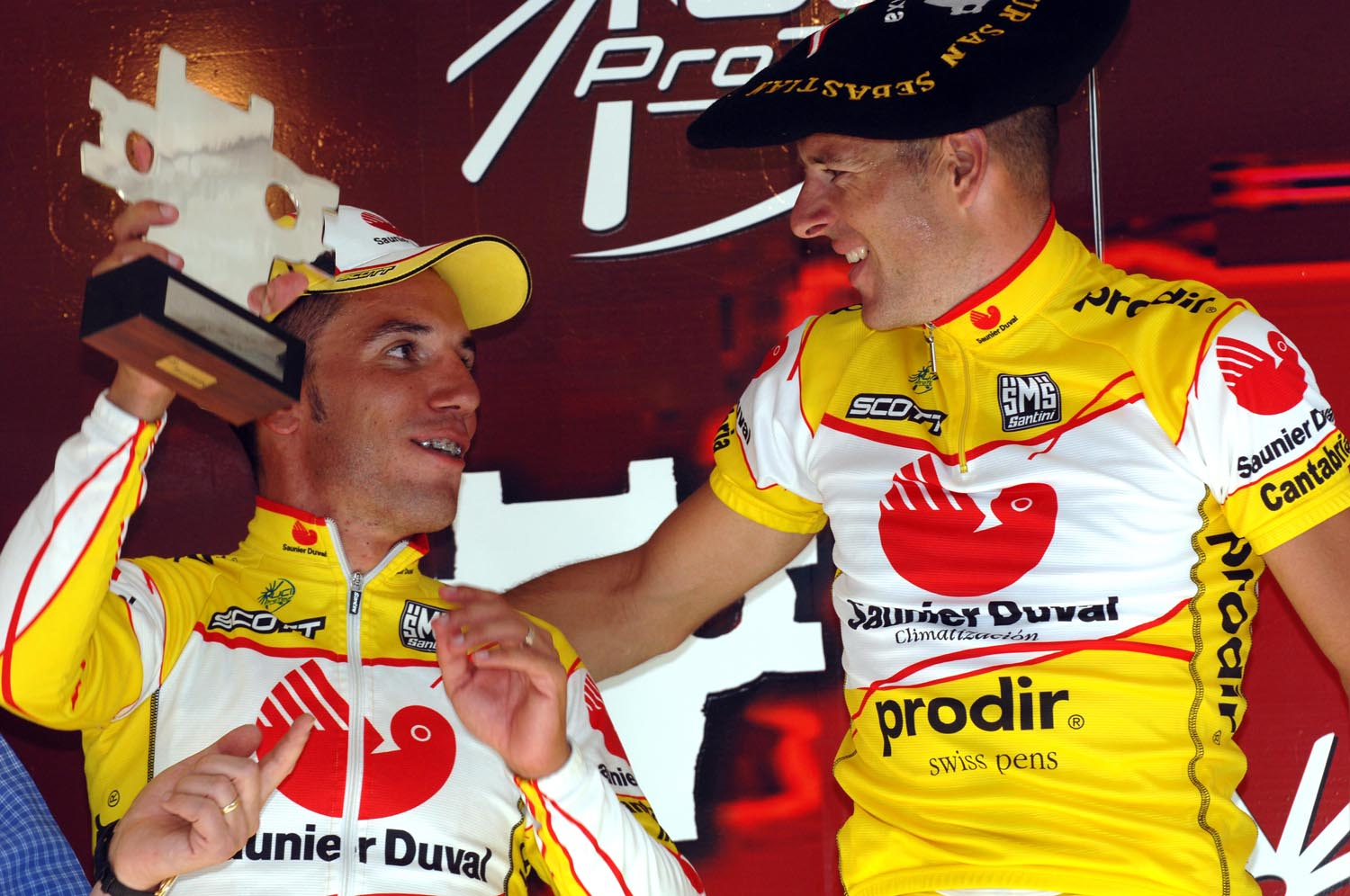
Winnaar Constantino Zaballa draagt de traditionele txapela.

De wedstrijd voor de mannen was vanaf 1989 onderdeel van de wereldbeker. Van 2005-2010 maakte de wedstrijd deel uit van de UCI ProTour en vanaf 2011 behoort hij tot de UCI World Tour.

### Meervoudige winnaars
| Zeges | Renner               | Jaren            |
| ----- | -------------------- | ---------------- |
| 3     | Marino Lejarreta     | 1981, 1982, 1987 |
| 3     | Remco Evenepoel      | 2019, 2022, 2023 |
| 2     | Francesco Casagrande | 1998, 1999       |
| 2     | Laurent Jalabert     | 2001, 2002       |
| 2     | Luis León Sánchez    | 2010, 2012       |
| 2     | Alejandro Valverde   | 2008, 2014       |

### Overwinningen per land
| Zeges | Land                                                      |
| ----- | --------------------------------------------------------- |
| 13    | Spanje                                                    |
| 8     | Italië                                                    |
| 5     | België, Frankrijk                                         |
| 4     | Nederland                                                 |
| 2     | Verenigde Staten, Zwitserland                             |
| 1     | Duitsland, Mexico, Oostenrijk, Polen, Verenigd Koninkrijk |

## Vrouwen
In 2021 prijkte de koers op de kalender van de UCI Women's World Tour 2021 waar het in de plaats kwam van de meerdaagse koers Itzulia Basque Country die voor het eerst georganiseerd zou worden door OCETA, ook de organisator van Clásica San Sebastián. De Itzulia verving op haar beurt de Emakumeen Bira die in 2018 en 2019 op World Tour kalender stond.

### Podiumplaatsen
| Jaar | Eerste                               | Tweede                               | Derde                                |
| ---- | ------------------------------------ | ------------------------------------ | ------------------------------------ |
| 2019 | Lucy Kennedy                         | Janneke Ensing                       | Pauliena Rooijakkers                 |
| 2020 | niet verreden vanwege coronapandemie | niet verreden vanwege coronapandemie | niet verreden vanwege coronapandemie |
| 2021 | Annemiek van Vleuten                 | Ruth Winder                          | Tatiana Guderzo                      |

### Overwinningen per land
| Overwinningen | Land                 |
| ------------- | -------------------- |
| 1             | Australië, Nederland |

1981 · 1982 · 1983 · 1984 · 1985 · 1986 · 1987 · 1988 · 1989 · 1990 · 1991 · 1992 · 1993 · 1994 · 1995 · 1996 · 1997 · 1998 · 1999 · 2000 · 2001 · 2002 · 2003 · 2004 · 2005 · 2006 · 2007 · 2008 · 2009 · 2010 · 2011 · 2012 · 2013 · 2014 · 2015 · 2016 · 2017 · 2018 · 2019 · 2020 · 2021 · 2022 · 2023 · 2024 · 2025
2011 · 2012 · 2013 · 2014 · 2015 · 2016 · 2017 · 2018 · 2019 · 2020 · 2021 · 2022 · 2023 · 2024 · 2025
Tour Down Under · Great Ocean Road Race · Ronde van de Verenigde Arabische Emiraten · Omloop Het Nieuwsblad · Strade Bianche · Parijs-Nice · Tirreno-Adriatico · Milaan-San Remo · Ronde van Catalonië · Classic Brugge-De Panne · E3 Harelbeke · Gent-Wevelgem · Dwars door Vlaanderen · Ronde van Vlaanderen · Ronde van het Baskenland · Parijs-Roubaix · Amstel Gold Race · Waalse Pijl · Luik-Bastenaken-Luik · Ronde van Romandië · Eschborn-Frankfurt · Ronde van Italië · Ronde van Auvergne-Rhône-Alpes · Ronde van Zwitserland · Copenhagen Sprint · Ronde van Frankrijk · Clásica San Sebastián · Ronde van Polen · Cyclassics Hamburg · Renewi Tour · Ronde van Spanje · Bretagne Classic · GP van Québec · GP van Montréal · Ronde van Lombardije · Ronde van Guangxi